# Metschnikowia dekortorum
Metschnikowia dekortorum är en svampart som beskrevs av Lachance & J.M. Bowles 2002. Metschnikowia dekortorum ingår i släktet Metschnikowia och familjen Metschnikowiaceae.   Inga underarter finns listade i Catalogue of Life.